# Alaba
Alaba — род морских брюхоногих моллюсков из небольшого семейства Litiopidae надсемейства Cerithioidea подкласса Ценогастроподы.

## Описание
Удлиненная раковина башнеобразная; гладкая и полупрозрачная, с завитками, которые иногда имеют несколько нерегулярных узлов и часто тонкие осевые ребра или бороздки. Внешняя губа тонкая и простая, устье слегка выемчато на переднем конце.

## Распространение
Род космополитный, но в основном распространенный в мелководных тропических и субтропических морях на коралловых рифах, каменистых грунтах и в зарослях морских водорослей.

## Ископаемые формы
Ископаемые остатки представителей этого рода известны с конца мелового периода (66 миллионов лет назад) по наши дни. Они найдены на территории обеих Америк, Европы и Австралии

## Классификация
По данным World Register of Marine Species, на март 2025 года род включает 30 видов:
1. Alaba bowenensis (Laseron, 1956)
2. Alaba cornea (A. Adams, 1861)
3. Alaba culliereti (Dautzenberg, 1890)
4. Alaba diffilata (Laseron, 1956)
5. Alaba difformis (Laseron, 1956)
6. Alaba felina A. Adams, 1862
7. Alaba fragilis (Thiele, 1930)
8. Alaba guayaquilensis Bartsch, 1928
9. Alaba hartmeyeri (Thiele, 1930)
10. Alaba hungerfordi G. B. Sowerby III, 1894
11. Alaba imbricata A. Adams, 1862
12. Alaba incerta (A. d’Orbigny, 1841)
13. Alaba inflata A. Adams, 1862
14. Alaba interruptelineata Pilsbry & H. N. Lowe, 1932
15. Alaba jeanettae Bartsch, 1910
16. Alaba leucosticta (A. Adams, 1861)
17. Alaba lixa (Iredale, 1936)
18. Alaba lucida A. Adams, 1862
19. Alaba monile A. Adams, 1862
20. Alaba picta (A. Adams, 1861)
21. Alaba pinnae (Krauss, 1848)
22. Alaba polyaulax (Tomlin, 1923)
23. Alaba pulchra A. Adams, 1862
24. Alaba punctostriata A. Gould, 1861
25. Alaba semipellucida (Preston, 1905)
26. Alaba subangulata A. Adams, 1862
27. Alaba supralirata P. P. Carpenter, 1857
28. Alaba vibex A. Adams, 1862
29. Alaba zadela Melvill & Standen, 1896
30. Alaba zebrina A. Adams, 1862